# Хилдерик I
Хилдерик I је био краљ Франака у периоду од око 458. до 481. из династије Меровинга.
Претпоставља се да је син легендарног краља Меровеха. Он је први франачки краљ, чије постојање потврђују не само писани, већ и материјални историјски извори.
Име „Хилдерик“ је са франачког језика преведено као „Јаки у борби“ или „Моћни ратник“.

## Биографија

### Почетак владавине и прогонство Хилдерика
Хилдерик је био краљ једног од племена Салијких Франака и владао је територијом са центром у Турнеу. Док се о Хлодиону и Меровеху и о њиховој владавини практично ништа не зна, о Хилдерику постоје подаци, мада прилично оскудни од Григорија Турског, које је он преузео, по свему судећи, из Анала града Анжеа, који нису преживели до нашег времена. Григорије није рекао које године је Хилдерик постао краљ у Турнеу, наследивши рано преминулог Меровеја. Уопште, прича о њему Григорија Турског има помало легендарни карактер. Хилдерик се, према Гргуру од Тура, одликовао претераном разузданошћу. Он је заводио кћери Франака, због чега су га Франци лишили краљевске власти и, да би избегао погубљење, он је био принуђен да побегне у краљевину Тирингију, код краља Бизина. Као што се види, моћ краљева уочи формирања варварских краљевстава од стране германских племена и даље је била у великој мери ограничена нормама војне демократије. Краљ је могао бити лишен власти и протеран ако је прекршио права слободних саплеменика. Франци су, према Григорију Турском, у његовом одсуству признали краља римског заповедника у Северној Галији Егидија. Ово се вероватно мора схватити као да су се Франци у неком облику потчинили његовој власти као царског генерала. Треба напоменути да модерни научници доводе у питање ову причу, иако се не оспорава постојање савеза између Франака и Егидија. У лето 458. године, Егидије је, заједно са Францима, заузео Лугдун (савремени Лион), избацивши одатле Бургунде. Истовремено, град је зверски опљачкан.
У међувремену, у Галији се развијала следећа политичка ситуација. Када је 455. године главни командант римских трупа у Галији Авит проглашен за цара и отишао у Рим, Егидије, који је раније био под његовом командом, преузео је његов положај. Током кратке владавине Авита и током владавине следећег цара Мајоријана, са којим је Егидије био пријатељски настројен (заједно су служили у Аецијевој војсци), генерал у Галији је остао веран Риму. Све се променило након што је цар Мајориан умро или погинуо 461. године, римска војска у Северној Галији се одвојила од владе у Равени и од команданта Рицимера, који је именовао цареве по сопственом нахођењу. Пошто су територију јужно од Лоаре заузели Визиготи, а Бургунди заузели југоисток Галије, показало се да је римска област у Северној Галији изолована, што је такође допринело њеном одвајању. Између римских трупа Егидија и салиских Франака, наставили су да важе услови споразума закљученог за време владавине Хлодиона. Очигледно, Римљане и Франке је ујединила опасност коју су Саксонци напали на обалу и покушаји Визигота да напредују даље од Лоаре. Поред Франака, савезници Егидија били су Британци који су се населили у Арморику (касније Бретања) и Алани који су се населили у области Орлеана.
Према франачкој традицији, извесни Виомад (Виомадиус), који је својевремено помогао Хилдерику и његовој мајци да буду ослобођени из ропства од стране Хуна, и од тада као најоданији Хилдериков човек, учинио је све да влада Егидија буде стабилна. Према Фредегару, Егидије је, по савету Виомада, подигао велики порез Францима и погубио 100 људи. Коначно, натерао је Франке да пристану на повратак Хилдерика. Пославши, како је договорено, половину злата Хилдерику, Виомад је дао знак краљу да се врати. 463. године, 8. године владавине Егидија, Франци су поново прихватили Хилдерика. За њим је дошла Базина, Бизинова жена, која је напустила мужа због љубави према Хилдерику.

### Хилдерик - савезник Римљана

#### Битка код Орлеана
Са изузетком ових полулегендарних извештаја Григорија од Тура, ништа друго није познато о раним годинама Хилдерикове владавине. Неколико поглавља касније, посвећених црквеним пословима, Григорије укратко извештава да је Хилдерик водио рат у близини Орлеана. Види се да претходни и потоњи догађаји владавине Хилдерика у наративу франачког хроничара нису много повезани један са другим; очигледно су им као извор послужили кратки историјски записи града Анжеа, који нису дошли до нас. Грегори не каже против кога се и против кога борио Хилдерик. По свему судећи, реч је о бици код Орлеана 463. године, у којој је Егидије победио Визиготе. Визиготски краљ Теодорик II одлучио је да искористи конфузију која је настала у Галији и прошири своје поседе на север. Егидије се повукао иза Лоаре, гоњен од брата визиготског краља Фредерика, али је код Орлеана, пошто је добио појачање у виду одреда Франка Хилдерика и Алана, вратио и поразио Визиготе. У овој бици пао је и Фридрих. Након чега су Егидије и његови савезници потиснули Готе иза Лоаре.

#### Саксонска претња
Владавина краља Хилдерика временски се поклопила са почетком периода англосаксонских освајања. Ови морски пљачкаши напали су не само острво Британију, већ и северну обалу Галије. Римско становништво Галије, у савезу са Францима, стално је морало да одбија њихове нападе. Тако су Саксонци, под командом племенског вође Одоакра, упали у Арморику. Саксонски морнари су заузели острва на реци Лоари, између Сомура и Анжеа, и одатле напали Римљане. У јесен 464. Егидије је умро од куге, оставивши сина по имену Сјагрије. Хилдерик је постао савезник свог наследника, римског команданта, Павла. Искористивши промену власти, Одоакар је заузео Анже и примио таоце из овог града, као и из других места.

#### Нова офанзива Визигота
Године 467. римски цар је постао Прокопије Антемије, штићеник цара Источног царства Лава И. Нови цар је уложио све напоре. да поврати контролу над Галијом. Дакле, послао је против Алана, који су живели у области Орлеана, команданта Рицимера, за кога је дао своју ћерку. У првој бици победио је цело мноштво Алана и њиховог краља Беорга, побивши их и уништивши. Међутим, убрзо је настала отворена борба за власт између Антемија и његовог зета Рицимера, што је додатно закомпликовало ионако тешку ситуацију у Галији.
Нови краљ Визигота, Ајрих, који је наследио свог брата Теодорика, одлучио је да искористи ову ситуацију и кренуо је да потчини целу Галију – вероватно, са изузетком бургундских земаља. Године 468. префект преторијанаца Галије Арванд, који није признао „грчког цара“ Антемија, издао га је и ступио у савез са готским краљем. Пошто је то открио, цар Антемије је затражио помоћ од Британаца. Британски краљ Риотам је стигао из Британије са 12.000 војника, искрцао се са бродова и кренуо у околину Буржа да покуша да одбрани римску провинцију Аквитанију од Лоаре. Краљ Ајрих пожури му у сусрет, предводећи небројену војску. Чак и пре него што су се Римљани придружили Британцима, догодила се битка код Деола, у којој су Британци поражени. Остаци њихових трупа морали су да беже код Бургунда, у то време римских федерата. Међутим, Павле се уз помоћ Франка из Хилдерика супротставио Визиготима и однео богат плен са бојног поља.

#### Пораз Саксонаца
Тада су Павле и Хилдерик изашли на Саксонце Одоакра, који су заузели Анже и његову област. Павле је погинуо у овој бици са Саксонцима, а Хилдерик је заузео град. Штавише, епископски дом је изгорео од јаког пожара који је избио у граду. Саксонци су побегли, прогоњени од Римљана и Франака, и оставили многе своје на бојном пољу, побијене мачем. Франци су заузели и опустошили острва Саксонаца, док су убили много људи. Након овога, Одоакар је склопио савез са Хилдером

#### Владавина Хилдерика и његов однос са црквом
После 468. године, са историјске сцене нестаје Хилдерик, вођа Салијских Франака. Његово име се више не налази у аналима, а Григорије Турски, ослањајући се у свом раду на ове анале, више не даје никакве податке о њему, осим да је преминулог Хилдерика наследио његов син Хлодвиг I. Књига историје даје Хилдерику владавину од 24 године, међутим, због касног времена састављања ове књиге, њихова тачност је упитна. У складу са овим, за владавину Хилдерика се узима период између 457/458 и 481/482.
Упркос чињеници да Франци још нису били хришћани, извори сведоче о мирном и добросуседском суживоту Франака и романског становништва које је исповедало ортодоксно никејско хришћанство. Већ под Хилдериком, хришћанска црква у области Салијских Франака добила је посебна права. Григорије Турски примећује да је романско становништво било жељно да се потчини власти Франака. Чињеница је да су Франци били једини освајачи Галије који нису исповедали аријанску јерес, па ни православно никејско свештенство није одолело њиховој инвазији.

## Смрт и краљева гробница
Хилдерик је умро (вероватно у 40. години) 481. године у Турнеу. Његов гроб је пронађен 27. маја 1653. године током земљаних радова за изградњу сиротишта код цркве Сен Бри. У овој гробници се налазе борбена секира, два мача, копље, штит, као и вредан накит као што су брош са златним копчом за плашт, златна наруквица, око 300 малих златних привезака у облик пчела који служи украс брокатног огртача, и торбица са 90 златних солида кована из времена царева Источног римског царства, од Теодосија до Зенона. Пронађен је и скелет мушкарца високог најмање 180 цм, који је на прсту носио прстен са печатом на којем је писало „„Краљ Хилдерик“).